# Greg Brown (företagsledare)
Gregory Q. "Greg" Brown, född 1960, är en amerikansk företagsledare som är styrelseordförande och vd för telekommunikationsföretaget Motorola Solutions, Inc. sedan 4 januari 2011, när Motorola, Inc. delades upp i två företag (Motorola Solutions och Motorola Mobility). Dessförinnan har han arbetat inom AT&T, varit president för Ameritech New Media Inc. och Ameritech Custom Business Services, styrelseordförande och vd för Micromuse Inc. och vd för just Motorola, Inc.
Den 8 februari 2016 blev Brown utsedd till ledamot i styrelsen för den mäktiga intresseorganisationen Business Roundtable.
Han avlade en kandidatexamen i nationalekonomi vid Rutgers, The State University of New Jersey.